# Portal Tomb von Crevolea

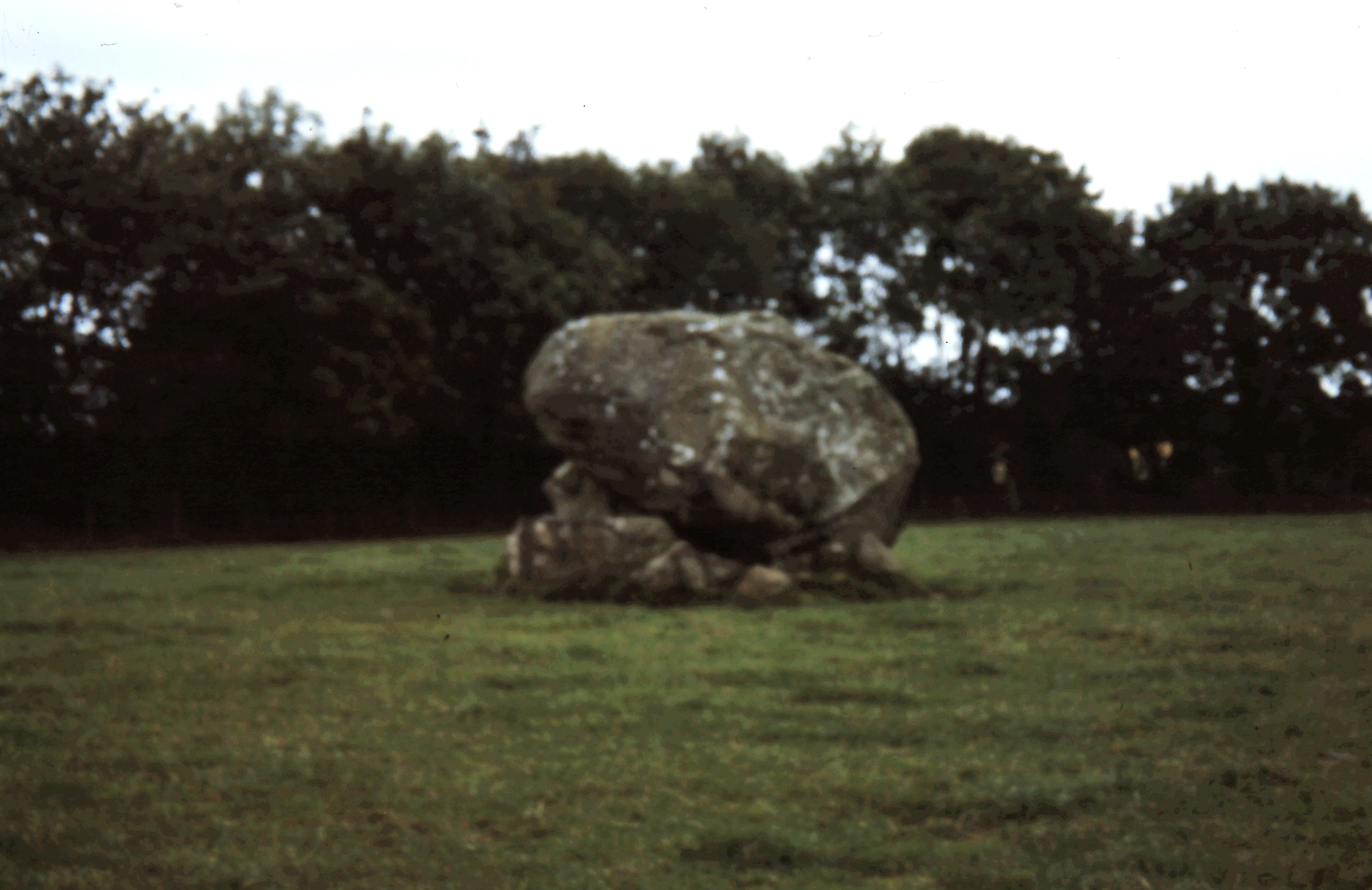
Portal Tomb von Crevolea

Das Portal Tomb von Crevolea (auch “The Grey Stone”; deutsch „grauer Stein“) liegt etwa 5,5 km von Macosquin und 8,0 km nordwestlich des Passage Tomb von Moneydig auf einem kleinen Hügel im Townland Crevolea (irisch Craobhach Liath) im County Londonderry in Nordirland. Als Portal Tombs werden auf den Britischen Inseln Megalithanlagen bezeichnet, bei denen zwei gleich hohe, aufrecht stehende Steine mit einem Türstein dazwischen, die Vorderseite einer Kammer bilden, die mit einem zum Teil gewaltigen Deckstein bedeckt ist.
Die Überreste des Portal Tombs bestehen vor allem aus dem massiven Deckstein, der über 50 Tonnen wiegt. Im Jahre 1837, als die Megalithanlage noch komplett war, war sie über 4,0 Meter hoch und der mindestens 2,0 m lange und breite und 1,5 m dicke Deckstein lag auf den Portalsteinen und dem Endstein. Nach der Entfernung der beiden Portalsteine im 19. Jahrhundert ist es jetzt etwas höher als die Dicke des Decksteins; etwa 2,8 m. Der Deckstein ruht auf drei großen Steinen. Einer scheint ein Seitenstein zu sein und die anderen können zusammengebrochene Portalsteine sein.